# Polska pomoc Żydom w czasie II wojny światowej

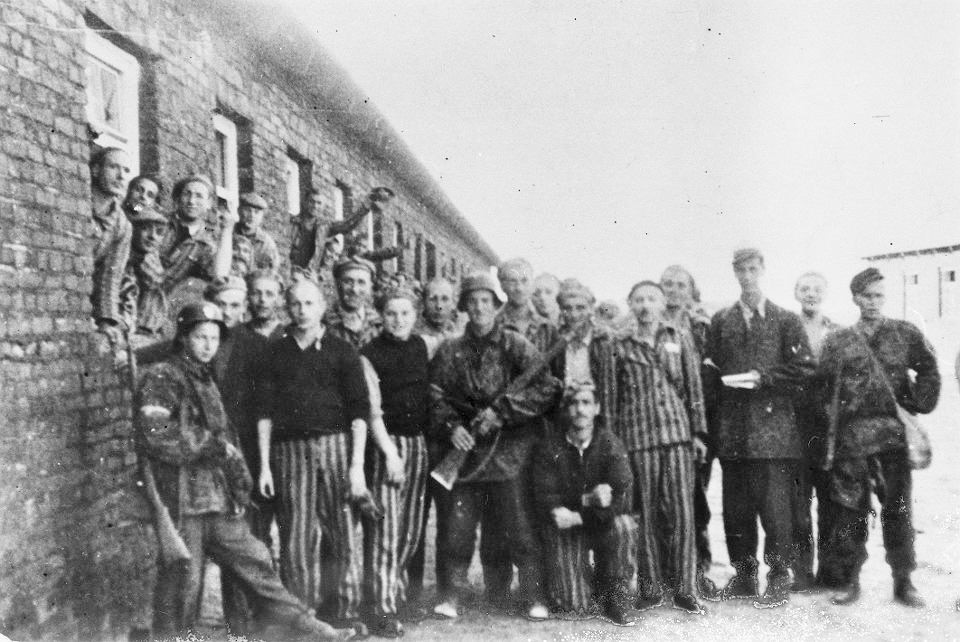
Uwolnieni z Gęsiówki Żydzi wraz z żołnierzami z Armii Krajowej z plutonu „Alek” kompanii „Rudy” batalionu „Zośka”. Powstanie warszawskie 5 VIII 1944 roku

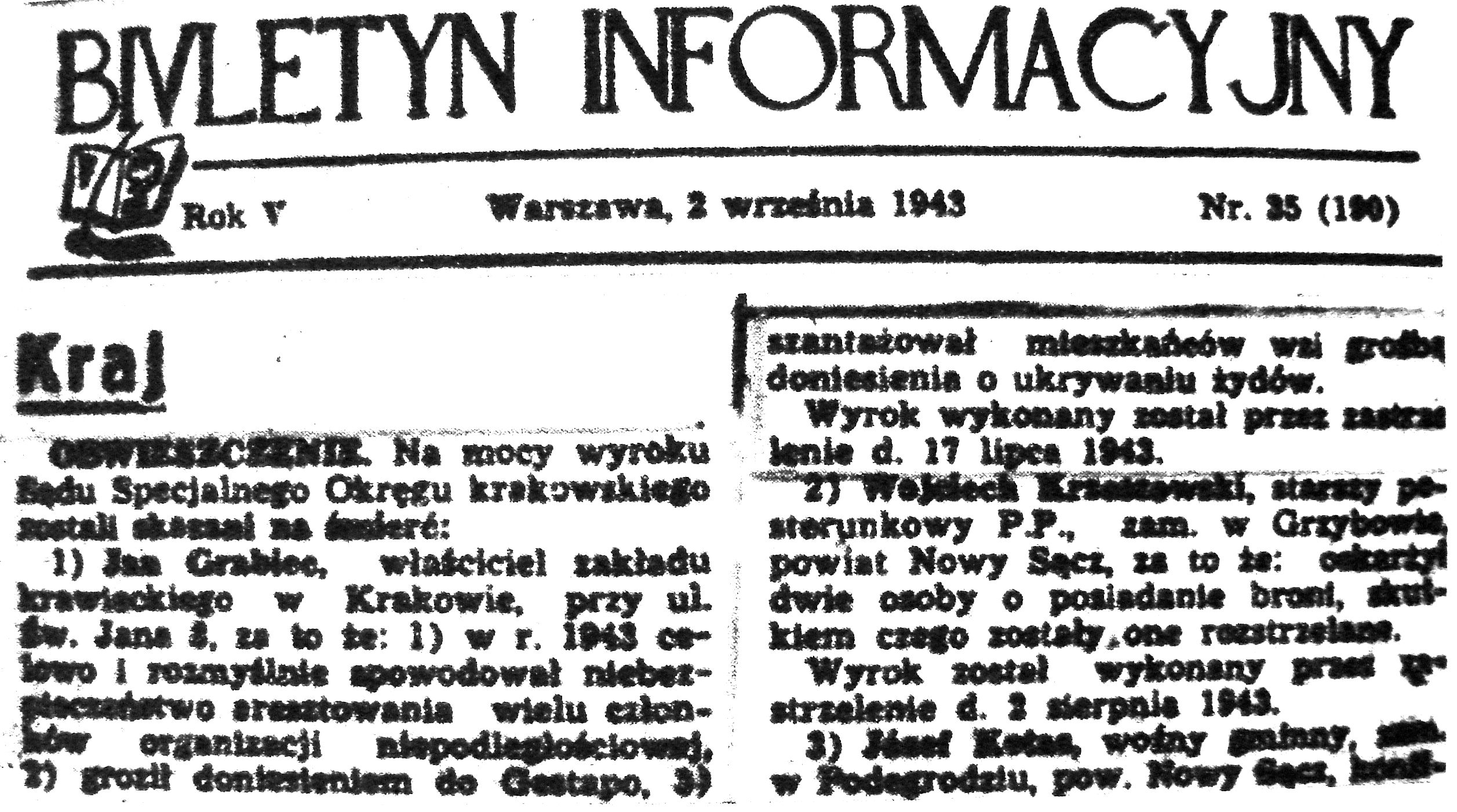
Notka o wykonaniu wyroku śmierci na szmalcowniku Janie Grabcu, który szantażował mieszkańców wsi ukrywających Żydów, Biuletyn Informacyjny z 1943.

Polska pomoc Żydom w czasie II wojny światowej – ogół pomocy polskich organizacji humanitarnych, rządu polskiego na uchodźstwie, struktur państwa podziemnego oraz ludności cywilnej RP jaka została skierowana wobec ludności żydowskiej w czasie II wojny światowej w latach 1939–1945. Zawiera się w niej działalność informacyjna związana z prześladowaniami oraz zbrodniami dokonywanymi przez okupanta niemieckiego na ludności żydowskiej, a także pomoc materialna mająca wymiar humanitarny oraz ukrywanie Żydów przed deportacją do gett oraz obozów koncentracyjnych.

## Tło

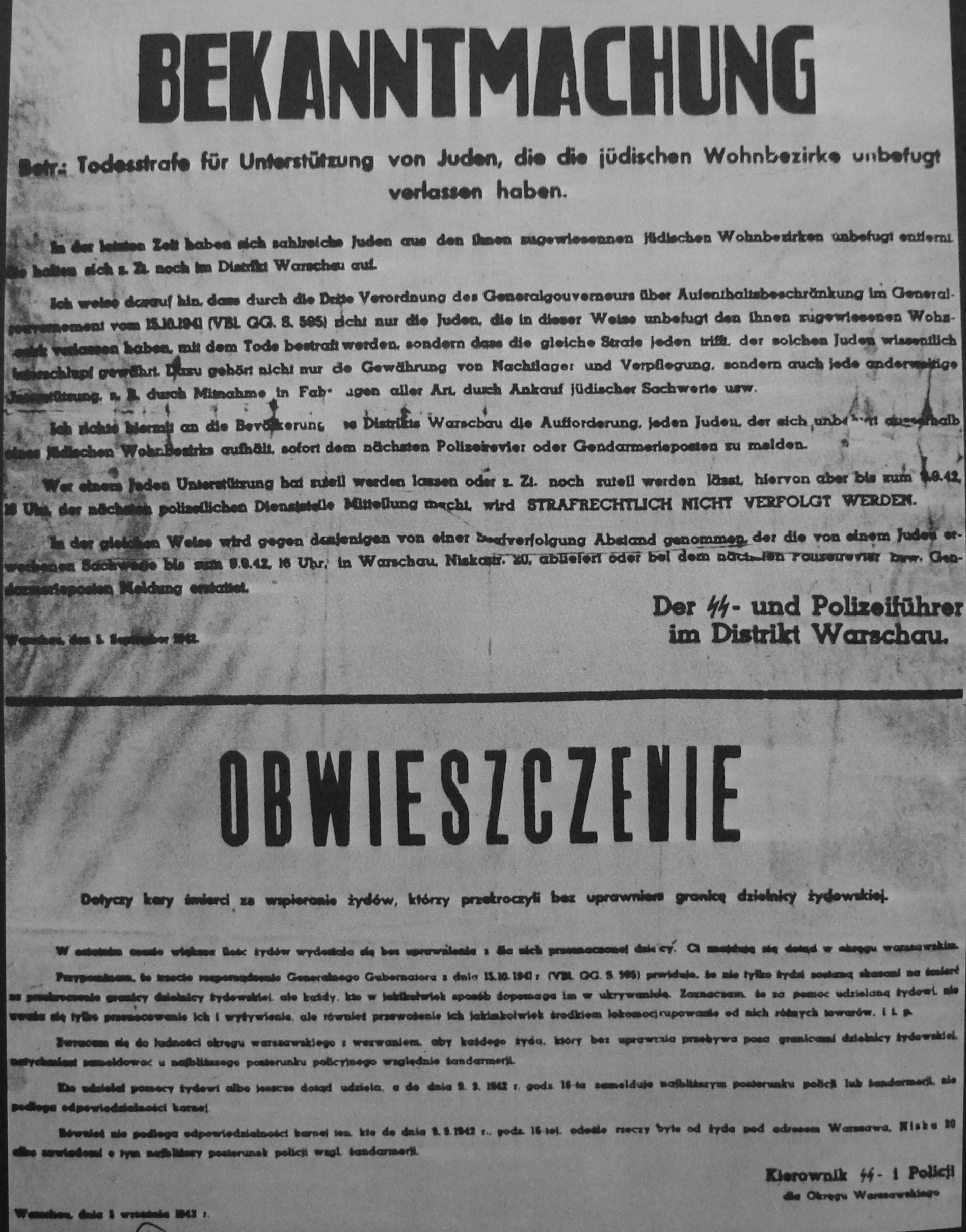
Obwieszczenie Dowódcy SS i Policji na dystrykt warszawski grożące śmiercią za wspieranie uciekinierów z getta warszawskiego. Rok 1942

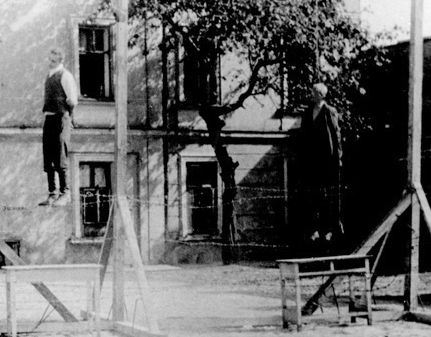
Publiczna egzekucja Michała Kruka oraz innych Polaków w Przemyślu jako kara za pomoc Żydom, 1943.

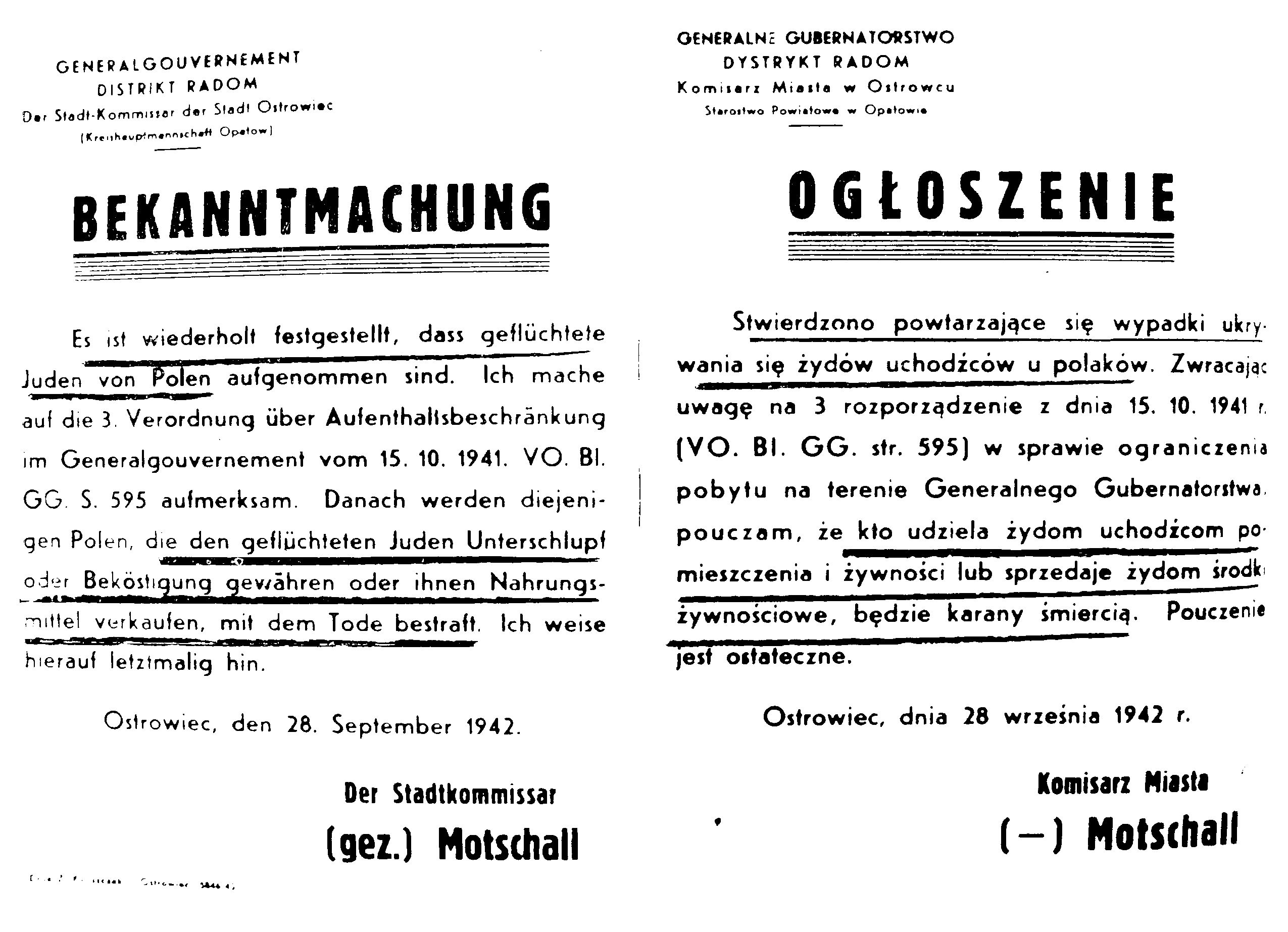
„Stwierdzono powtarzające się wypadki ukrywania się Żydów u Polaków...” ostrzeżenie Bruno Motschalla wobec Polaków ukrywających Żydów – Ostrowiec Świętokrzyski 1942.

W 1939 roku po klęsce wojska polskiego w kampanii wrześniowej nastąpiła niemiecka okupacja II RP. Część polskich ziem włączonych zostało do III Rzeszy, a z pozostałej części utworzono Generalne Gubernatorstwo z całkowicie niemiecką administracją. Na ziemiach przedwojennej RP okupowanych przez Niemców wprowadzono niemieckie prawo rasowe, które nakazywało rozdzielenie społeczeństwa polskiego według kryteriów rasistowskich. Działania mające na celu ścisłe odseparowanie społeczności polskiej i żydowskiej rozpoczęły się już w pierwszych dniach okupacji. W tym celu początkowo wprowadzono oznaczenia opaskami z gwiazdą Dawida przeznaczone dla ludności żydowskiej, a później przeprowadzono szereg wysiedleń do miast, w których tworzono getta dla Żydów. Osoby tam umieszczone obowiązywał zakaz opuszczania wyznaczonej dzielnicy pod groźbą kary śmierci. Taka samą karę wyznaczono wobec osób, które udzieliłyby uciekinierom pomocy.
15 października 1941 generalny gubernator Hans Frank podpisał „Trzecie rozporządzenie o ograniczeniu pobytu w Generalnym Gubernatorstwie”, odwołujące się do wcześniejszego dekretu Adolfa Hitlera z 12 października 1939 roku. Rozporządzenie Franka przewidywało, że „Żydzi, którzy bez upoważnienia opuszczają wyznaczoną im dzielnicę, podlegają karze śmierci. Tej samej karze podlegają osoby, które takim Żydom świadomie dają kryjówkę”. Jednocześnie zapowiedziano, że „podżegacze i pomocnicy podlegają takiej samej karze jak sprawca, czyn usiłowany karany będzie jak dokonany”. Celem tego rozporządzenia było zniechęcenie Żydów do szukania ratunku poza gettem oraz odstraszenia ludności polskiej od świadczenia im jakiejkolwiek pomocy.
W ślad za rozporządzeniem Franka we wszystkich dystryktach Generalnego Gubernatorstwa zostały wydane zarządzenia o podobnej treści, podpisane przez miejscowych gubernatorów lub dowódców SS i policji. Między innymi gubernator dystryktu warszawskiego, dr Ludwig Fischer, wydał w dniu 10 listopada 1941 obwieszczenie, w którym ostrzegał, że karany śmiercią będzie każdy Polak, który ukrywającym się Żydom „udziela świadomie schronienia lub w inny sposób pomaga”. W wielu wypadkach podobne zarządzenia i obwieszczenia opublikowano także na szczeblu powiatu. Zgodnie z nazistowskim prawem śmiercią karana była nawet najdrobniejsza pomoc świadczona Żydom jak dostarczanie pożywienia czy nawet prowadzenie z nimi handlu.
Dnia 20 stycznia 1942 podczas konferencji w Wannsee (Berlin) władze III Rzeszy zrezygnowały z wyznaczania nowych odległych geograficznie terenów przeznaczonych na deportację Żydów i podjęły decyzję o zagładzie narodu żydowskiego. Po zakończeniu wysiedleń oraz deportacji europejskich Żydów do gett zlokalizowanych w okupowanej Polsce, od 22 lipca 1942 Niemcy rozpoczęli program wywózek jego mieszkańców do obozów zagłady w ramach tzw. operacji Reinhard, której celem była fizyczna likwidacja ludności żydowskiej. W szeregu akcji likwidacyjnych gett jak np. likwidacja getta warszawskiego tzw. wielka akcja deportacyjna. 22 lipca 1942 roku mieszkańcy getta otrzymali nakaz opuszczenia domów i stawienia się do przesiedlenia do obozów pracy. Kolumny wysiedlonych prowadzone były na Umschlagplatz i koleją przewożone do obozów koncentracyjnych.

## Działalność informacyjna

### Raporty Pileckiego
Dzięki przeniknięciu w połowie września 1940 do niemieckiego obozu koncentracyjnego Auschwitz-Birkenau rotmistrza Witolda Pileckiego dowództwo Armii Krajowej otrzymywało meldunki o panującej wewnątrz sytuacji. Pilecki przebywając tam trzy lata wysłał szereg meldunków wywiadowczych oraz stworzył w obozie ruch oporu pod nazwą Związek Organizacji Wojskowej (ZOW). Opracowywał pierwsze sprawozdania o ludobójstwie w Auschwitz tzw. „Raporty Pileckiego”, które przesyłane przez pralnicze komando do dowództwa w Warszawie i dalej przez komórkę „Anna” w Szwecji wysłane były do rządu londyńskiego. Meldunki o sytuacji w obozie przekazywane były także do głównej kwatery AK za pomocą uciekinierów z obozu. Jedna z takich ucieczek na polecenie Pileckiego odbyła się 16 maja 1942, a dokonali jej porucznik Wincenty Gawron oraz Stefan Bielecki. Kolejną ucieczkę z meldunkami ZOW 20 czerwca 1942 zorganizowali Eugeniusz Bendera, Kazimierz Piechowski oraz porucznik Stanisław Jaster. Więźniowie ci dokonali ucieczki opisywanej jako najbardziej spektakularna w historii Auschwitz – uciekając uzbrojonymi „po zęby”, w przebraniu SS-manów i kradnąc samochód marki Steyr 220 należący do komendanta obozu Rudolfa Hoessa. Sam Pilecki wraz z dwoma współwięźniami zdołał uciec z obozu w nocy z 26 na 27 kwietnia 1943. Raporty rotmistrza Pileckiego obok raportów Karskiego były pierwszym na świecie świadectwem dokumentującym Holocaust.

### Raport Jana Karskiego

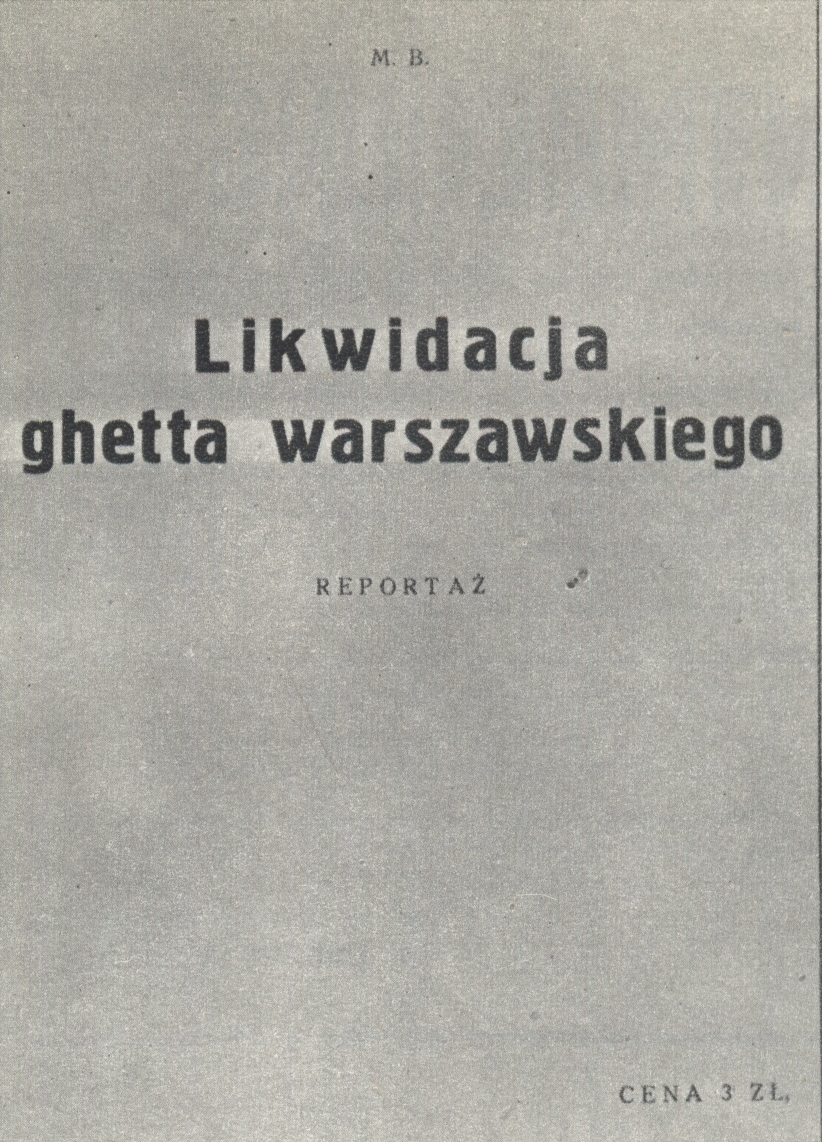
Broszura konspiracyjna o likwidacji warszawskiego getta z 1942 roku autorstwa Antoniego Szymanowskiego.

Pierwszy raport zatytułowany „Zagadnienie żydowskie w Polsce pod okupacjami” Karski wraz z bratem Marianem Kozielewskim napisał już w końcu grudnia 1939 roku z polecenia kierownictwa Polskiego Państwa Podziemnego. Dotyczył on losów społeczności żydowskiej pod dwiema okupacjami – niemiecką oraz sowiecką. Raport ten za pośrednictwem chargé d’affaires Dawidowicza w pierwszych dniach stycznia 1940 roku otrzymał Rząd Rzeczypospolitej Polskiej na uchodźstwie rezydujący wówczas we francuskim mieście Angers. Drugi raport przygotowany został dla aliantów oraz polskiego rządu na zachodzie na przełomie lat 1941–1942.
Latem 1942 roku Cyryl Ratajski, Delegat Rządu na Kraj, powierzył Janowi Karskiemu misję do premiera, generała Władysława Sikorskiego, a także do swoich przedstawicieli w Londynie: przywódcy PPS, Stronnictwa Narodowego, Stronnictwa Pracy i Stronnictwa Ludowego. Karski podczas pobytu w okupowanej Polsce zebrał informacje dotyczące sytuacji ludności żydowskiej oraz dowody na ich eksterminację. Jesienią 1942 roku udał się z misją do Wielkiej Brytanii z misją, której celem było poinformowanie polskiego rządu w Londynie oraz społeczności międzynarodowej o eksterminacji Żydów. Rząd generała Sikorskiego postanowił „Raport Karskiego” przekazać z prośbą o pomoc rządom Anglii i USA. Na podstawie dokumentów przywiezionych przez Karskiego w postaci mikrofilmów i potwierdzonych jego świadectwem, ówczesny minister spraw zagranicznych w rządzie RP w Londynie, Edward Raczyński, przygotował i 10 grudnia 1942 przedstawił aliantom szczegółowy raport o holokauście.
W lipcu 1943 roku Karski został przyjęty przez Franklina Delano Roosevelta, prezydenta USA. Polski wysłannik apelował do przedstawicieli najwyższych władz alianckich o ratunek dla Żydów. Proponował wystosowanie ultimatum wielkich mocarstw wobec Niemiec, że jeżeli nie zaprzestaną mordu na Żydach, zbombardowane zostaną ich miasta. Innym rozwiązaniem byłoby bombardowanie linii kolejowych do obozów zagłady lub dostarczanie broni dla oddziałów partyzanckich. Najłatwiejszym rozwiązaniem byłoby otwarcie granic i ułatwienie wystawiania paszportów dla uciekających przed zagładą Żydów.
Jan Karski w Ameryce spotkał się z wieloma wybitnymi osobistościami, takimi, jak Felix Frankfurter, Cordell Hull, William Joseph Donovan, Samuel Cardinal Stritch czy Stephen Wise. Przedstawiał swój „raport” wszędzie, gdzie udało mu się dotrzeć – politykom, biskupom, przedstawicielom mediów i przemysłu filmowego z Hollywood oraz artystom. Wyuczył się go na pamięć i streścił w 18 minutach, tak aby nie „nudzić” słuchaczy. Jednak nigdzie nie znalazł zainteresowania tragedią narodu żydowskiego. Wiele osób, z którymi rozmawiał, nie wierzyło w jego relacje i uznawało je za propagandę polskiego rządu na wychodźstwie. W 1944 roku Jan Karski napisał bestseller Tajne państwo (Story of a Secret State). Nakład książki osiągnął wielkość 360 tysięcy egzemplarzy .

### Działalność informacyjna polskiego rządu

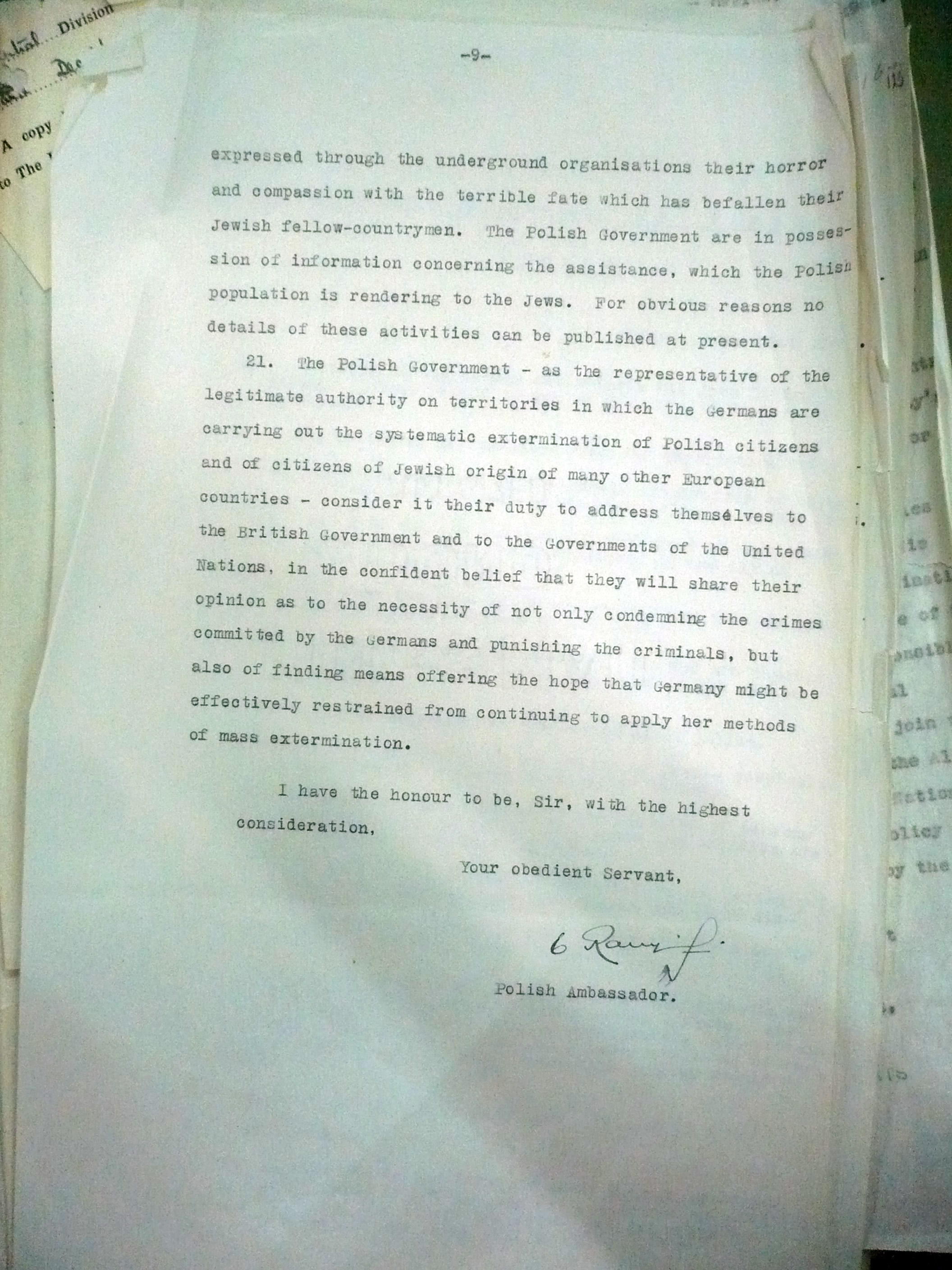
Ostatnia strona „Noty Raczyńskiego” - oficjalna nota o krytycznej sytuacji Żydów do Anthony’ego Edena z 10 grudnia 1942.

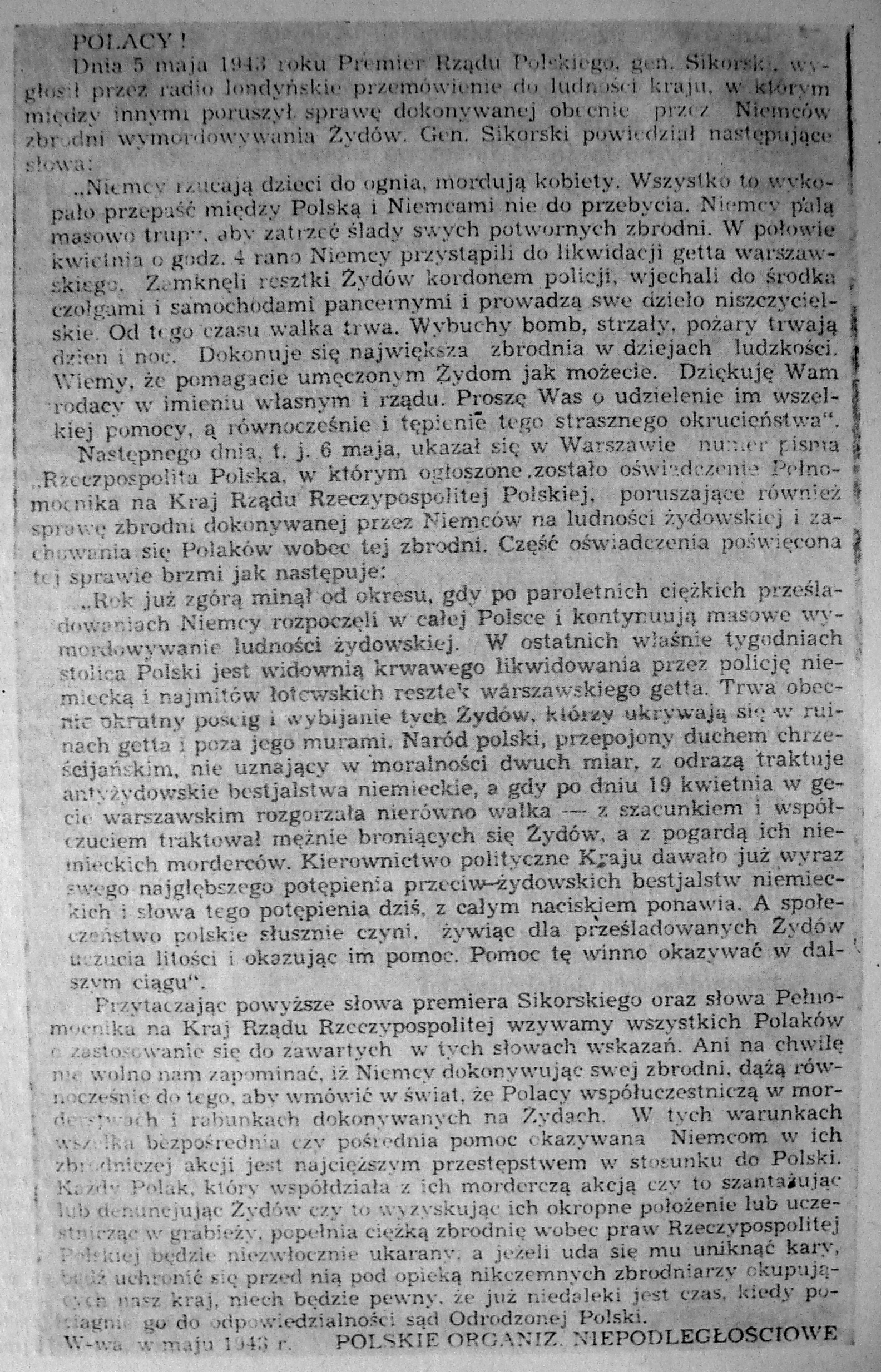
Ulotka Żegoty wydana w Warszawie w maju 1943 z apelem gen. Sikorskiego o pomoc Żydom oraz potępieniem Polaków współpracujących z Niemcami

„Rząd polski, jako przedstawiciel prawomocnej władzy kraju, w którym Niemcy prowadzą systematyczną eksterminację obywateli polskich i obywateli pochodzenia żydowskiego wielu innych krajów europejskich – uważa za swój obowiązek zwrócić się do rządów Narodów Zjednoczonych, ufając, że podzielą one jego opinię co do konieczności nie tylko potępienia zbrodni popełnianych przez Niemców i ukarania zbrodniarzy, ale także znalezienia skutecznych środków, po których można by się spodziewać, że powstrzymają Niemcy od dalszego stosowania metod masowej zagłady.” - 10 grudnia 1942 roku, nota Edwarda Raczyńskiego ministra spraw zagranicznych Rządu RP na uchodźstwie 
Polski rząd od samego początku informował opinię publiczną na świecie i w okupowanej Polsce o represjach wobec Żydów oraz zbrodniach na nich dokonywanych. Opierając się na meldunkach wywiadowczych sporządzonych przez polskie organizacje podziemne działające na terenie okupowanej Polski rząd w Londynie oraz emigracyjne organizacje polskie drogami dyplomatycznymi, za pomocą radia oraz publikacji informowały zachodnią opinię publiczną o zbrodniach dokonywanych na Żydach. Już 9 czerwca 1942 roku premier polskiego rządu gen. Władysław Sikorski w swoim przemówieniu wygłoszonym przez angielskie radio BBC przedstawił sytuację ludności żydowskiej w Polsce, w której zwrócił się do aliantów o pociągnięcie Niemców do odpowiedzialności za dokonane zbrodnie.
Dnia 27 listopada 1942 roku Stanisław Mikołajczyk przedstawił na specjalnym posiedzeniu Rady Narodowej oficjalne stanowisko polskiego rządu w tej sprawie, którą przyjęto jednogłośnie jako rezolucję. W grudniu 1942 roku Edward Raczyński wystosował w tej sprawie oficjalną notę dyplomatyczną rządu RP na uchodźstwie do rządów 26 państw, sygnatariuszy Deklaracji Narodów Zjednoczonych. Nota Raczyńskiego zaowocowała oficjalną reakcją sygnatariuszy Deklaracji Narodów Zjednoczonych, którzy w odpowiedzi na notę polskiego rządu dnia 17 grudnia 1942 roku ogłosiły jednocześnie w Londynie, Waszyngtonie oraz Moskwie wspólną deklarację potępiającą niemieckie zbrodnie. Nota została następnie opublikowana na zlecenie MSZ w postaci broszury, na którą składały się dodatkowo fragmenty przemówienia Mikołajczyka z 27 listopada oraz rezolucja wówczas przyjęta, tekst wspólnej deklaracji sojuszniczej z 17 grudnia oraz przemówienie Raczyńskiego po angielsku w BBC z tego samego dnia. 18 grudnia 1942 prezydent RP na Uchodźstwie Władysław Raczkiewicz wystosował dramatyczny list do papieża Piusa XII, błagając go o publiczną obronę mordowanych Polaków i Żydów.
W okupowanej Polsce podlegający rządowi londyńskiemu tajny organ władz administracyjnych Delegatura Rządu na Kraj oraz ośrodek dyspozycyjny koordynujący walkę podziemną przeciw okupantowi Kierownictwo Walki Cywilnej dnia 17 września 1942 roku w wydawanej w największym nakładzie podziemnej gazecie pt. Biuletyn Informacyjny opublikowało oświadczenie w imieniu społeczeństwa polskiego protestujące przeciwko zbrodniom dokonywanych na Żydach.
„Obok tragedii przeżywanej przez społeczeństwo polskie, dziesiątkowane przez wroga, trwa na naszych ziemiach od blisko roku potworna planowa rzeź Żydów. Masowy ten mord nie znajduje przykładu w dziejach świata, bledną przy nim wszelkie znane z historii okrucieństwa. Niemowlęta, dzieci, młodzież, dorośli, starcy, kaleki, chorzy, zdrowi, mężczyźni, kobiety, Żydzi-katolicy, Żydzi-wyznania mojżeszowego, bez żadnej przyczyny innej niż przynależność do narodu żydowskiego, są bezlitośnie mordowani, truci gazami, zakopywani żywcem, strącani z pięter na bruk – przed śmiercią przechodząc dodatkową mękę powolnego konania, piekło poniewierki, udręki cynicznego pastwienia się katów. Liczba ofiar zabitych w ten sposób przewyższa milion i wzrasta z każdym dniem. Nie mogąc czynnie temu przeciwdziałać Kierownictwo Walki Cywilnej w imieniu całego społeczeństwa polskiego protestuje przeciw zbrodni dokonywanej na Żydach. W tym proteście łączą się wszystkie polskie ugrupowania polityczne i społeczne. Podobnie jak w sprawie ofiar polskich, odpowiedzialność fizyczna za te zbrodnie spadnie na katów i ich wspólników” – „Biuletyn Informacyjny” Warszawa 17 września 1942 roku.

### Protest Zofii Kossak-Szczuckiej
W okupowanej Polsce pisarka Zofia Kossak-Szczucka będąca wówczas przewodniczącą Frontu Odrodzenia Polski (kontynuacji przedwojennej Akcji Katolickiej), wystosowała publiczny apel przeciwko prześladowaniom Żydów pod tytułem „Protest!”. Wyrażał on zdecydowaną niezgodę polskich środowisk katolickich wobec Holocaustu Żydów odbywającego się na terenie okupowanej Polski. Protest ten wydano konspiracyjnie w nakładzie 5000 sztuk dnia 11 sierpnia 1942 roku w Warszawie to jest w kilka tygodni po rozpoczęciu wielkiej akcji likwidacyjnej w Getcie Warszawskim, skąd Niemcy – w ramach Grossaktion in Warschau – rozpoczęli wywózkę ludności żydowskiej do obozów koncentracyjnych.

## Pomoc bezpośrednia

### Pomoc humanitarna

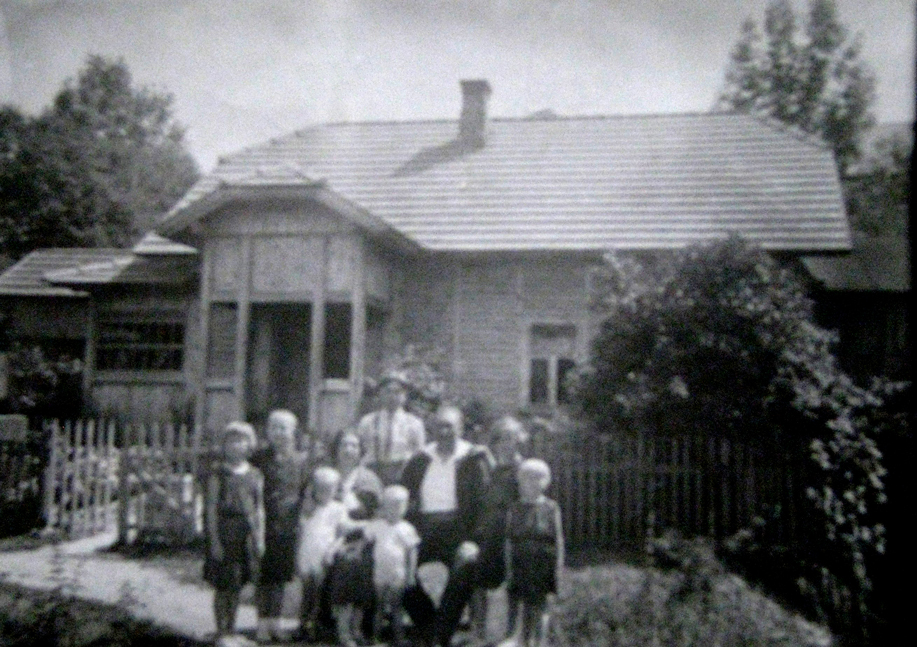
Rodzina Królów z Krasnego zaliczona do grona sprawiedliwych przez Jad Waszem w 1982 za uratowanie 6. osobowej rodziny żydowskiej Steinlaufów.

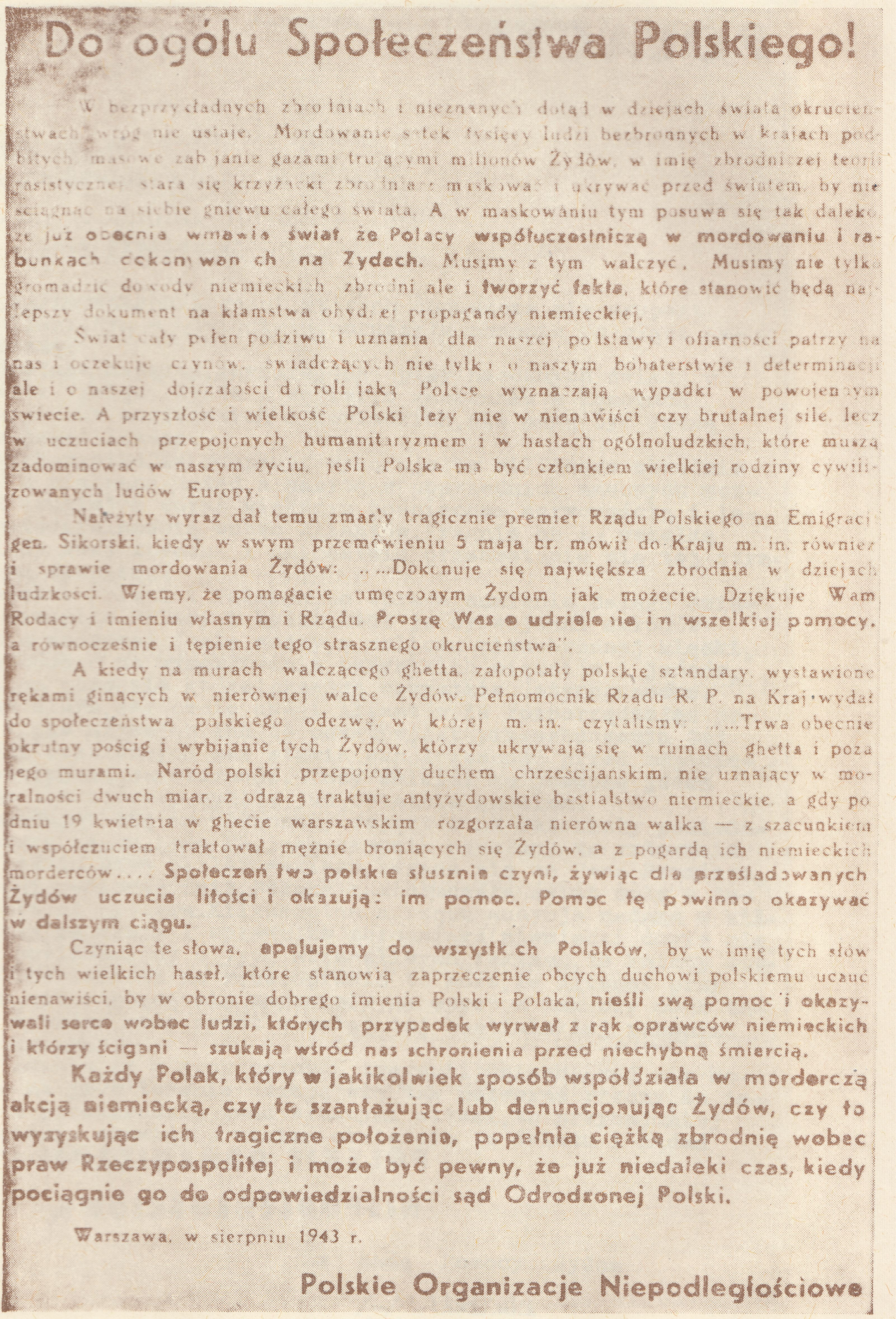
Ulotka Żegoty z sierpnia 1943 roku potępiająca szmalcownictwo oraz zapowiadająca kary dla osób, którym zostanie ono udowodnione z podpisem Polskie Organizacje Niepodległościowe

„Panuje u nas pogląd, że antysemityzm znacznie się wzmógł w okresie wojny, że Polacy w swej większości są zadowoleni z nieszczęścia, które spotkało Żydów w miastach i miasteczkach Polski itp. Uważny czytelnik naszych materiałów znajdzie setki dokumentów świadczących o czymś wręcz przeciwnym. W niejednym sprawozdaniu z miasteczka przeczyta on, jak serdecznie odnosiła się ludność polska do żydowskich uchodźców. Dowiecie się o setkach wypadków, kiedy chłopi w ciągu długich miesięcy ukrywali i dobrze karmili żydowskich uchodźców z okolicznych miasteczek”. – „Notatki z getta” Emanuel Ringelblum Warszawa 1943.
Dnia 27 września 1942 roku powołano Tymczasowy Komitet Pomocy Żydom im. Konrada Żegoty założony przez Zofię Kossak-Szczucką i Wandę Krahelską-Filipowicz, który działał do dnia 4 grudnia 1942 roku kiedy to oficjalnie została założona Rada Pomocy Żydom – Żegota 4 grudnia 1942 roku. Główne ośrodki organizacji znajdowały się w Warszawie, Krakowie oraz we Lwowie.
Działalność Żegoty polegała na organizowaniu pomocy dla gett w postaci żywności, lekarstw oraz ubrań, organizowaniu z nich ucieczek, a także wyszukiwaniu kryjówek dla uciekinierów w postaci mieszkań oraz lokowanie ich w innych bezpiecznych miejscach. W samej tylko Warszawie z getta uciekło kilka tysięcy osób, a po „aryjskiej stronie” ukrywało się 25 000 Żydów. Od momentu powstania „Żegota” udzieliła takiego wsparcia materialnego około 4 tys. ukrywających się osób pochodzenia żydowskiego.
Ważną działalnością organizacji było wystawianie Żydom ok. 50 tys. dokumentów mających potwierdzać chrześcijańskie pochodzenie oraz świadectw chrztu. Było to możliwe tylko dzięki zaangażowaniu się w pomoc dla Żydów polskiego Kościoła katolickiego, ponieważ na mocy konkordatu z 1925 roku parafie katolickie pełniły równocześnie funkcje dzisiejszych Urzędów Stanu Cywilnego. Każdy z tych dokumentów wystawiany był przez katolickie parafie z fałszywymi nazwiskami oraz wpisami w księgach chrztu. Miały one na celu ochronę ukrywanych Żydów przed dekonspiracją oraz zaświadczały o ich chrześcijańskim pochodzeniu. W ramach projektu „Księża dla Żydów” zebrano materiały z ok. 600 teczek personalnych księży diecezjalnych ratujących Żydów. Historycy ustalili również, że Żydzi byli ukrywani w ponad 70 klasztorach męskich w Polsce. Za tę działalność medale Sprawiedliwy wśród Narodów Świata otrzymało kilkudziesięciu polskich księży katolickich.
Dzięki wysiłkom Ireny Sendlerowej szefowej dziecięcego referatu Żegoty we współpracy z katolicką zakonnicą Matyldą Getter naczelną matką przełożoną prowincji warszawskiej Zgromadzenia Sióstr Franciszkanek Rodziny Maryi udało się objąć pomocą 2,5 tys. żydowskich dzieci wyprowadzonych z warszawskiego getta, które umieszczane były w katolickich sierocińcach oraz klasztorach m.in. w Aninie, Białołęce, Chotomowie, Płudach i Warszawie należących do zgromadzenia.
Oprócz pomocy zorganizowanej świadczonej przez polskie instytucje oraz organizacje państwa podziemnego Żydom z własnej inicjatywy pomagała również ludność cywilna. Pomoc polegała głównie na udzielaniu ludności żydowskiej schronienia, dostarczaniu im pożywienia i medykamentów oraz umożliwianie im ucieczki. Żydowski historyk Emanuel Ringelblum zanotował wiele przejawów spontanicznej pomocy świadczonej Żydom przez Polaków. Sytuacje takie miały miejsce już w pierwszych dniach utworzenia getta warszawskiego. Ringelblum w swoich notatkach z getta podaje: „Pierwszego dnia (po zamknięciu getta 15 XI 1940) mnóstwo chrześcijan przyniosło chleb dla swoich żydowskich przyjaciół i znajomych, było to masowe zjawisko. (...) Dziś, 19 XI 1940 zastrzelony został chrześcijanin, który przerzucił wór chleba przez mur. (...) Słyszałem od Żydów z Głowna, że tamtejsi chłopi utrzymywali ich przez całą zimę. Nie było wprost wypadku, aby Żyd wyruszył na wieś i nie wrócił stamtąd z workiem ziemniaków.”. Polacy stanowią największą liczbę wśród odznaczonych medalem Sprawiedliwy wśród Narodów Świata, przyznawanym przez Instytut Pamięci Męczenników i Bohaterów Holocaustu Jad Waszem. Medal ten przyznano 6394 Polakom, co stanowi blisko 26% ogólnej liczby odznaczonych, wynoszącej 24811 (stan na 1 stycznia 2013).
Również w czasie marszów śmierci miejscowa ludność pomagała Żydom. Znanych jest wiele przypadków pomocy Żydom np. na trasie z Oświęcimia do Wodzisławia Śląskiego w czasie największego marszu śmierci, jaki odbywał się na ziemiach polskich. 

### Zwalczanie szmalcownictwa

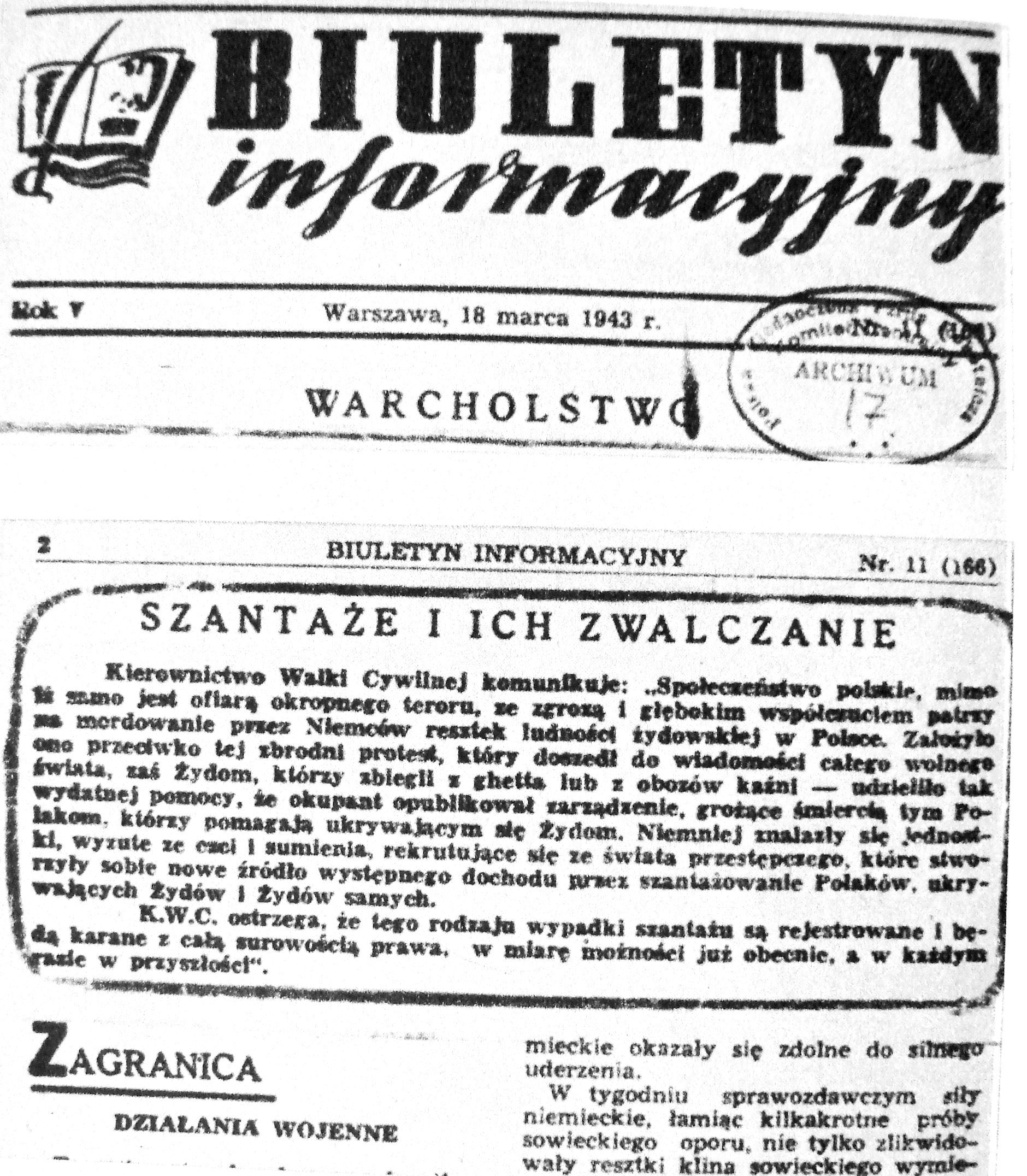
Ogłoszenie Kierownictwa Walki Cywilnej potępiające szmalcowników i zapowiadające sankcje karne. Biuletyn Informacyjny 18 marca 1943

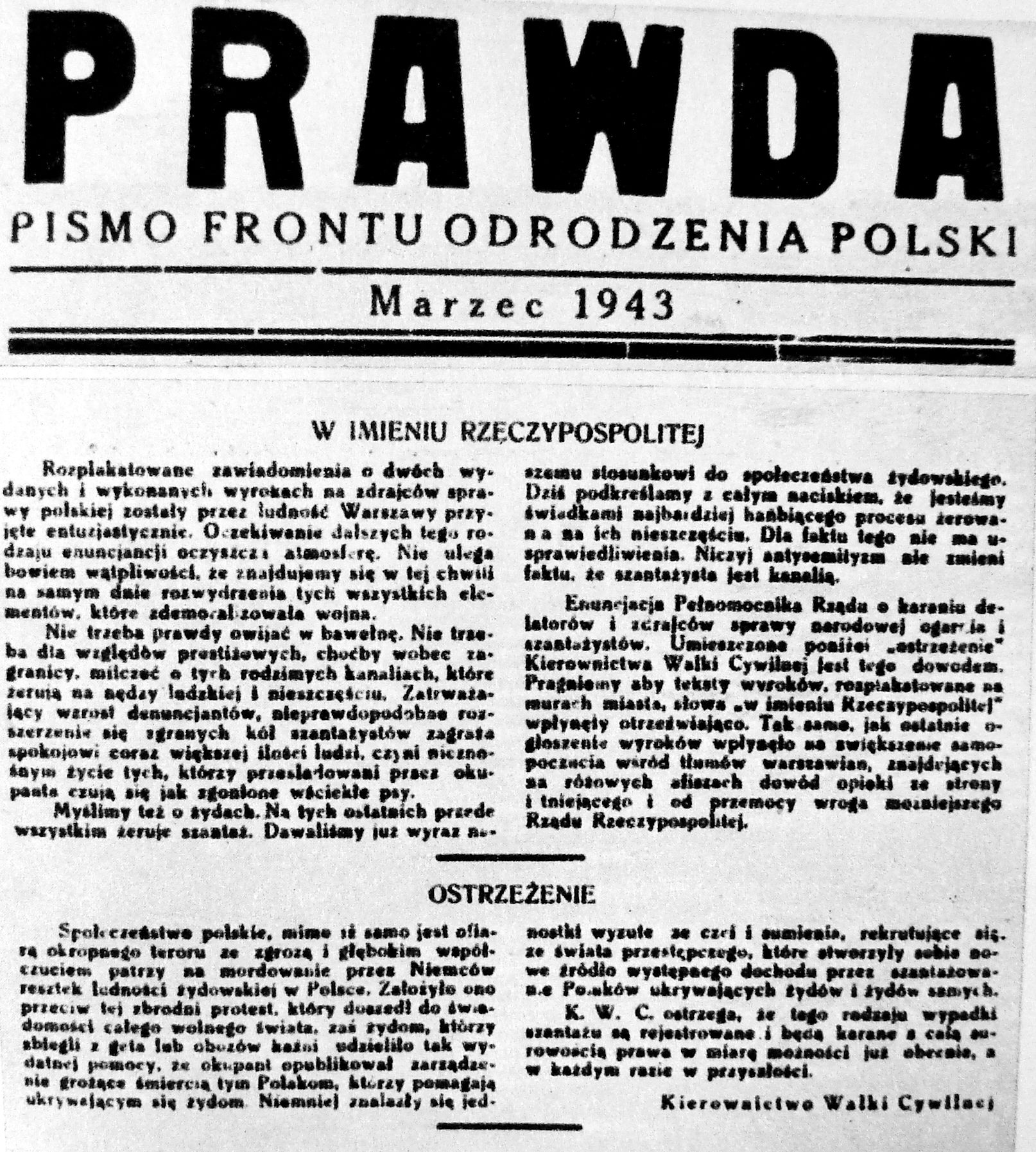
Pismo Frontu Odrodzenia Polski z marca 1943 zapowiadające sankcje za szmalcownictwo

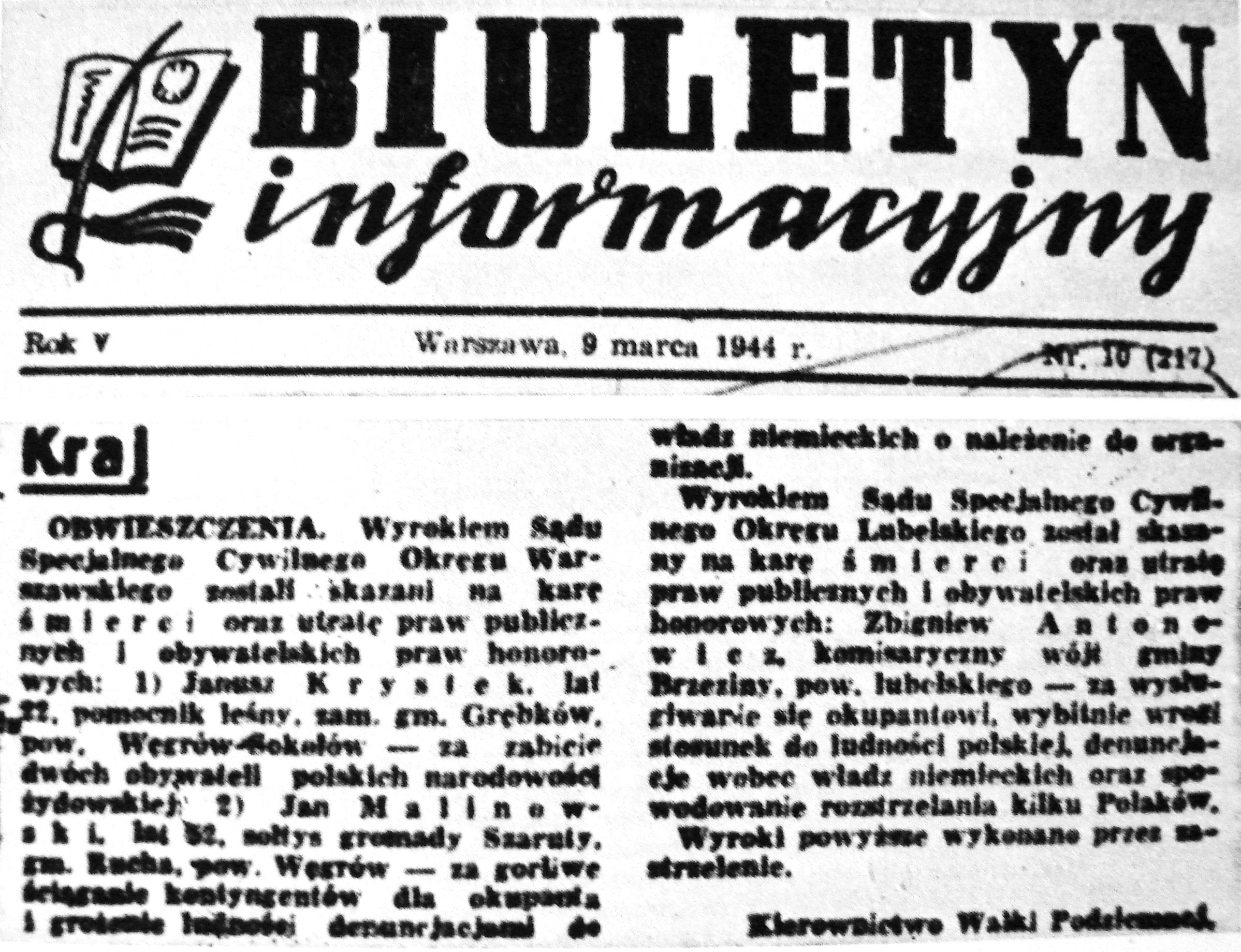
Biuletyn Informacyjny z 9 marca 1943 informujący o wykonaniu kary śmierci za „zabicie dwóch obywateli polskich narodowości żydowskiej”

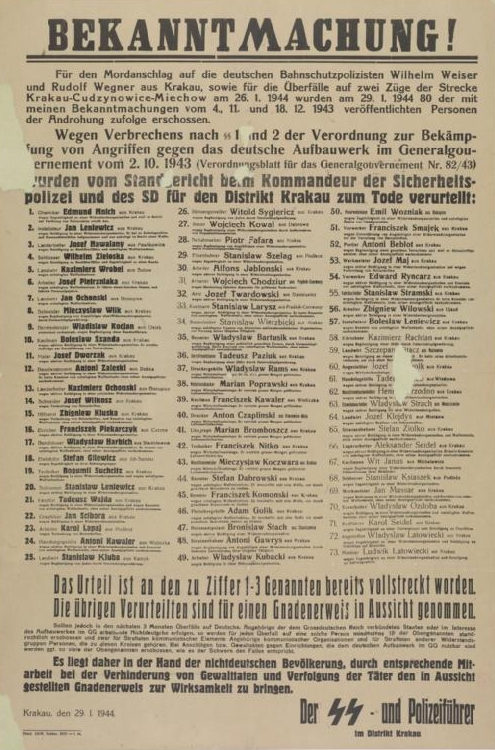
Obwieszczenie Dowódcy SS i Policji na dystrykt krakowski informujące o skazaniu na śmierć 73 Polaków, w tym czterech pod zarzutem pomocy Żydom. Rok 1944

Od marca 1943, w odpowiedzi na wystąpienie „Żegoty” do Delegata Rządu na Kraj z grudnia 1942, wydawanie ukrywających się Żydów władzom niemieckim dla korzyści materialnych zwane potocznie szmalcownictwem uznawane było przez podziemne władze i kierownictwo Armii Krajowej jako kolaboracja z okupantem, za którą groziła kara śmierci. W okupowanej Polsce „Żegota” prowadziła szereg akcji uświadamiających oraz informacyjnych m.in. dostarczała konspiracyjnej prasie informacje dotyczące zagłady Żydów, wydawała własne ulotki oraz kolportowała plakaty. Wystosowała także do społeczeństwa polskiego szereg odezw apelujących o pomoc Żydom, piętnowała przejawy donosicielstwa oraz szantażów wobec ukrywających się Żydów, a także osób, które ich ukrywały. W tym duchu wydała w maju, sierpniu oraz we wrześniu 1943 roku trzy ulotki ostrzegające, że szmalcownictwo jest uważane za zdradę na rzecz wroga oraz jest karane śmiercią.
W związku ze zdarzającymi się wypadkami denuncjacji zarówno ukrywających się Żydów, jak również Polaków, którzy ich ukrywali Kierownictwo Walki Cywilnej wystosowało na łamach pisma „Prawda” organu prasowego Frontu Odrodzenia Polski specjalne ostrzeżenie, w którym piętnowano tego rodzaju działalność i zapowiedziano karanie odpowiedzialnych osób z całą surowością prawa. Jednocześnie wydrukowano ogłoszenie w imieniu Rzeczypospolitej gdzie w ostrych słowach potępiono szmalcownictwo: „Rozplakatowane zawiadomienia o dwóch wydanych i wykonanych wyrokach na zdrajcach sprawy polskiej zostały przez ludność Warszawy przyjęte entuzjastycznie. (...) Nie trzeba prawdy owijać w bawełnę Nie trzeba dla względów prestiżowych, choćby wobec zagranicy, milczeć o tych rodzimych kanaliach, które żerują na nędzy ludzkiej i nieszczęściu.(...) Myślimy też o Żydach. Na tych ostatnich przede wszystkim żeruje szantaż. (...) podkreślamy z całym naciskiem, że jesteśmy świadkami najbardziej hańbiącego procesu żerowania na ich nieszczęściu. Dla faktu tego nie ma usprawiedliwienia. Niczyj antysemityzm nie zmieni faktu, że szantażysta jest kanalią.” Udowodnione przejawy wydawania Żydów Niemcom podlegały karze śmierci orzekanej przez tajne sądy podziemne oraz wykonywane przez oddziały bojowe Kedywu.
Komunikaty o wykonanych wyrokach śmierci na osobach współpracujących z niemiecką policją oraz zajmujących się donosicielstwem zamieszczał w czasie wojny „Biuletyn informacyjny”. 9 grudnia 1943 roku biuletyn wydrukował przykładowo ogłoszenie wyroków cywilnych sądów specjalnych okręgu krakowskiego i warszawskiego. Karę śmierci wymierzono konfidentom: Tadeuszowi Karczowi zamieszkałemu w Warszawie, który „wydał Niemcom Żydów – obywateli polskich”, Franciszkowi Sokołowskiemu zam. w Podkowie Leśnej „konfident i szantażysta” oraz Antoniemu Pajorowi zam. w Dobranowicach k. Wieliczki „tropiącemu działaczy niepodległościowych i denuncjonującemu Polaków ukrywających Żydów”. W Krakowie 17 lipca 1943 roku z wyroku podziemnego sądu zastrzelono krawca Jana Grabca, który „groził doniesieniem do Gestapo” oraz „szantażował mieszkańców wsi groźbą doniesienia o ukrywaniu Żydów”. Wyrokiem sądu warszawskiego zastrzelono pomocnika leśnego Jana Krystka z Grębkowa „za zabicie dwóch obywateli polskich narodowości żydowskiej”.
Szmalcownictwo stanowiło zagrożenie nie tylko dla ukrywających się Żydów, ale także dla ukrywających ich Polaków. Według obowiązującego nazistowskiego prawa rasowego śmierć groziła bowiem nie tylko przedstawicielom ludności żydowskiej przebywającej nielegalnie poza gettami, ale także tym Polakom, którzy udzielali im pomocy w jakimkolwiek zakresie. Osoby, które złamały niemieckie zakazy spotykały represje oraz śmierć. Drakońskie kary grożące Polakom za pomaganie Żydom nie zawsze były egzekwowane z jednakową surowością. Drobne i jednorazowe formy pomocy (np. dostarczenie zbiegowi żywności, odzieży lub pieniędzy; wskazanie drogi; przyjęcie korespondencji) były często karane uwięzieniem lub deportacją do obozu koncentracyjnego. Na litość nie mogły natomiast liczyć osoby, które udzielały Żydom schronienia. W takim wypadku wykrycie uciekiniera kończyło się zazwyczaj egzekucją całej polskiej rodziny, która przyjęła go pod swój dach, oraz rabunkiem i spaleniem jej dobytku. Zdarzały się wypadki pacyfikacji całych wsi za pomoc Żydom. Niemcy dbali przy tym o nadanie represjom odpowiedniego rozgłosu – tak, aby zastraszyć miejscową ludność i zniechęcić ją do udzielania Żydom jakiejkolwiek pomocy. Często zabraniali także pochówku ofiar na cmentarzach, grzebiąc ich ciała na miejscu zbrodni, na pobliskich polach lub w przydrożnych rowach.
Na terenie okupowanej Polski zgodnie z okupacyjnym prawem Niemcy przeprowadzili szereg akcji odwetowych wobec ludności świadczącej pomoc Żydom w tym m.in. podczas zbrodni w Zajączkowie, zbrodni w Starym Ciepielowie i Rekówce i innych.
Po wojnie podjęto w Polsce próby oszacowania liczby zabitych przez Niemców Polaków, którzy pomagali Żydom. W archiwum IPN w Warszawie znajduje się zespół ponad 2 tys. teczek związanych z tą tematyką. W 1987 na podstawie śledztwa prof. Bielawskiego opublikowano listę Polaków represjonowanych za pomoc Żydom, w której znalazły się nazwiska 900 zamordowanych oraz informacja o blisko 1400 anonimowych ofiarach. W wyniku weryfikacji przez pracowników Głównej Komisji Badania Zbrodni przeciw Narodowi Polskiemu w 1997 roku udowodniono, że 704 Polaków z tej listy zostało zamordowanych za pomoc Żydom. Lista jest obecnie niepełna i jest na bieżąco aktualizowana, ponieważ nie uwzględniono w niej m.in. Polaków zamordowanych we wsiach spacyfikowanych przez Niemców za niesienie pomocy Żydom.

### Pomoc militarna

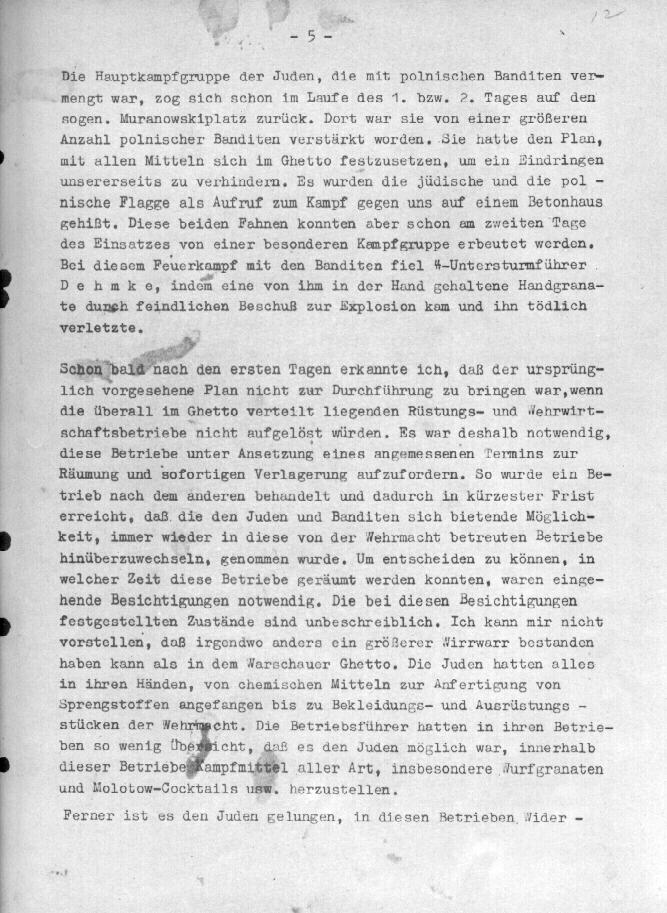
Piąta strona Raportu Stroopa z opisem wydarzeń w getcie wspominająca uczestnictwo w walkach polskich bandytów.

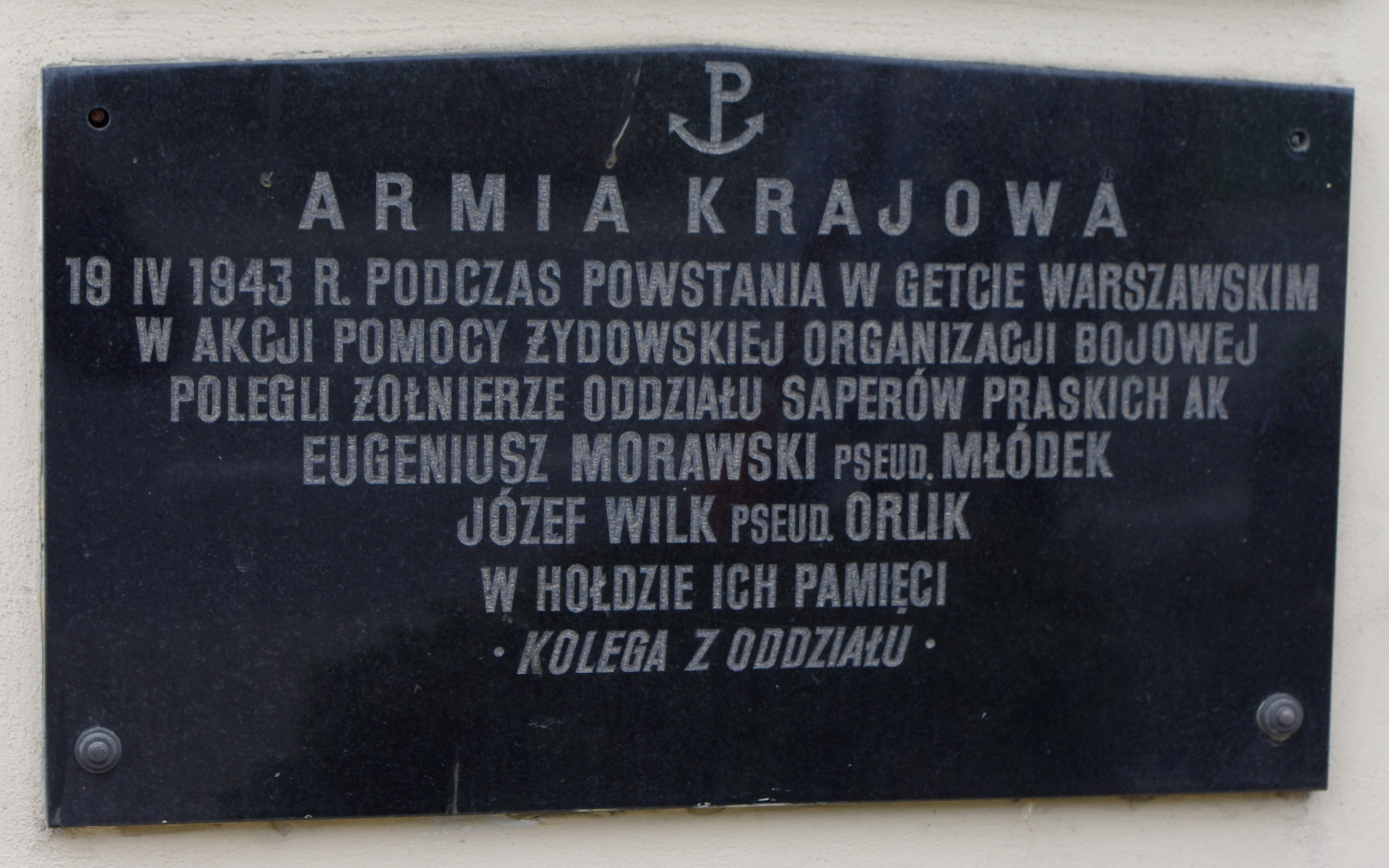
Tablica na ścianie Kościoła Jana Bożego przy ul. Bonifraterskiej 12 w Warszawie upamiętniająca żołnierzy AK - Eugeniusza Morawskiego ps. „Młodek” i Józefa Wilka ps. „Orlik” poległych podczas Akcji Getto.

Oprócz pomocy humanitarnej żydowskie organizacje bojowe uzyskały od członków polskich organizacji podziemnych również pomoc militarną, która umożliwiła walkę Żydom przeciw wojskom niemieckim. Pomoc kierowana była głównie do dwóch żydowskich organizacji bojowych różniących się pod względem politycznym: Żydowskiego Związku Wojskowego powiązanego z prawicową partią Syjonistów-Rewizjonistów i stowarzyszonym z nią młodzieżowym Betarem, oraz lewicowej Żydowskiej Organizacji Bojowej związanej z socjalistycznym Bundem. Pomoc obejmowała zaopatrzenie w broń, instruktaż oraz bezpośrednią pomoc militarną.
„W połowie kwietnia o 4 rano Niemcy przystąpili do likwidacji getta warszawskiego. Zamknęli resztki Żydów kordonem policji, wjechali do środka czołgami i samochodami pancernymi i prowadzą swe dzieło niszczycielskie. Od tego czasu walka trwa. Wybuchy bomb, strzały, pożary trwają dziań i noc. Dokonuje się największa zbrodnia w dziejach ludzkości. Wiemy, że pomagacie umęczonym Żydom jak możecie. Dziękuję Wam rodacy w imieniu własnym i rządu. Proszę Was o udzielenie im wszelkiej pomocy w imieniu własnym i rządu. Proszę Was o udzielenie im wszelkiej pomocy, a równocześnie tępienie tego strasznego okrucieństwa.” - Naczelny Wódz Polskich Sił Zbrojnych i premier Rządu na Uchodźstwie gen. Władysław Sikorski w przemówieniu nadawanym przez BBC 5 maja 1943 roku.
Seria kilkunastu akcji bojowych o kryptonimie Akcja Getto przeprowadzonych w czasie powstania w getcie w okresie pomiędzy 19 kwietnia 1943, a 16 maja 1943 roku przez jednostki Kedywu Armii Krajowej koncentrowały się na atakach na kordon okrążający walczących żydowskich powstańców, wysadzenie murów getta i umożliwienie im ucieczki  w stronę Dworca Gdańskiego i Żoliborza, a stamtąd do Puszczy Kampinoskiej.
Udział polskiego podziemia zbrojnego w walkach w getcie oraz poza nim wielokrotnie potwierdza 75-stronicowy Raport Stroopa generała SS i policji, Jürgena Stroopa, który był dowódcą oddziałów niemieckich zwalczających powstanie. Raport wielokrotnie wspomina o zaangażowaniu w walki polskiego ruchu oporu zarówno w atakach wymierzonych w kordon policyjny rozmieszczony wokół getta jak w walkach w jego wnętrzu. Autor wobec Polaków używa określenia „polnische Banditen” - „Polscy bandyci” .

### Pomoc dyplomatyczna
„Grupa Ładosia” zwana też „grupą berneńską” – nazwa przypisywana polskim dyplomatom oraz działaczom żydowskim, którzy wspólnie stworzyli w Szwajcarii w czasie II wojny światowej system nielegalnej produkcji paszportów południowoamerykańskich dla ratowania europejskich Żydów z Zagłady.

## Liczba ocalonych i ratujących
Niemiecka okupacja przyniosła zagładę żydowskiej społeczności, która od wieków zamieszkiwała ziemie polskie. Najprawdopodobniej ofiarą eksterminacji padło od 2,7 mln do 3 mln polskich Żydów.
Mimo iż warunki panujące w Polsce były skrajnie niesprzyjające dla ratowania Żydów, dzięki pomocy struktur Polskiego Państwa Podziemnego oraz zwykłych obywateli tysiące Żydów zdołały przeżyć niemiecką okupację. Historycy oceniają, że na ziemiach polskich niemiecką okupację przeżyło w ukryciu od 40–50 tys. do 100–120 tys. Żydów. Zdaniem Gunnara S. Paulssona w samej tylko Warszawie ukrywało się w różnych odstępach czasu ok. 28 tys. Żydów, z czego blisko 11,5 tys. zdołało przeżyć wojnę. Blisko 350 tys. polskich Żydów przeżyło wojnę na terytorium ZSRR lub uciekło z kraju.
Teresa Prekerowa oceniała, że w różne formy pomocy Żydom zaangażowanych było 360 tys. Polaków. Władysław Bartoszewski szacował ich liczbę na „przynajmniej paręset tysięcy”, podczas gdy zdaniem Richarda C. Lukasa i Jana Żaryna liczba Polaków uczestniczących pośrednio lub bezpośrednio w akcji ratowania Żydów mogła sięgnąć miliona.
Liczba Polaków straconych przez Niemców za udzielanie pomocy Żydom nie została dotąd precyzyjnie ustalona. W publikacji „Those Who Helped: Polish Rescuers of Jews During the Holocaust”, wydanej przez GKBZpNP–IPN w 1997 roku, znalazły się nazwiska 704 Polaków zamordowanych za pomoc Żydom. Owa lista nie jest jednak zamknięta, gdyż w liczbie 704 zamordowanych nie uwzględniono m.in. Polaków zamordowanych we wsiach spacyfikowanych przez Niemców za niesienie pomocy Żydom. Polski Związek Byłych Więźniów Politycznych oceniał liczbę zamordowanych na ok. 2500. W publikacji „Martyrs of charity” autorstwa Wacława Zajączkowskiego (Waszyngton: Fundacja im. Maksymiliana Kolbego, 1988) podane zostały nazwiska 2300 Polaków straconych za pomoc Żydom (zebrane przez autora). Z kolei Anna Poray-Wybranowska w swojej pracy zatytułowanej „Those Who Risked Their Lives” (Chicago, kwiecień 2008) zamieściła ponad 5 tys. nazwisk Polaków zamordowanych przez Niemców za ratowanie Żydów.

## Upamiętnienie
Obywateli polskich niosących pomoc Żydom podczas II wojny światowej upamiętniają między innymi:
- Muzeum Polaków Ratujących Żydów podczas II wojny światowej im. Rodziny Ulmów w Markowej, otwarte 17 marca 2016 roku[66].
- Pomniki wzniesione w Kielcach (1996)[67], Markowej (2004) i Łodzi (2009)[68].
- Kaplica Pamięci w kościele Maryi Gwiazdy Nowej Ewangelizacji i św. Jana Pawła II w Toruniu[69].